# Joseph Zimbauer
Joseph Zimbauer (* 21. Juli 1932; † 7. September 2010) war ein deutscher Jurist und Manager.
Zimbauer studierte Rechtswissenschaft und promovierte 1958 an der Universität München mit einer Arbeit zu Erscheinungsformen der Inkompatibilität. Später war er Vorstandsmitglied der BayWa AG und verwaltete dort die Bereiche Baustoffe, Märkte und Energie.
Nach einem Krankenhausaufenthalt rief er 1993 den Förderverein Verein der Freunde der Kreisklinik Wolfratshausen e.V. ins Leben, dessen Vorsitzender er bis 1999 war. Durch Mitgliedsbeiträge und Spenden konnten bislang Geräte, Ausstattungen und Fördermaßnahmen im Wert von rund 398.900 € (Stand: Juni 2010) angeschafft oder unterstützt werden.
Zimbauer wurde mit dem Bundesverdienstkreuz am Bande geehrt und erhielt die Bayerische Staatsmedaille für Verdienste um Kultur und Tradition auf dem Lande.

## Schriften
- Erscheinungsformen der Inkompatibilität. - München, Jur. F., Diss. v. 21. Febr. 1958
- Raiffeisen-Handbuch für die genossenschaftliche Warenwirtschaft. H. 27., Brennstoffe, Kraftstoffe und Schmierstoffe. - Teil 1. - Wiesbaden : Dt. Genossenschafts-Verlag, 5. Auflage, 1991
- Raiffeisen-Handbuch für die genossenschaftliche Warenwirtschaft. H. 28., Brennstoffe, Kraftstoffe und Schmierstoffe. - Teil 2. - Wiesbaden : Dt. Genossenschafts-Verlag, 5. Auflage, 1991